# Musée de l'automobile de Valençay
Le Musée de l'automobile de Valençay est un musée situé à Valençay, dans l'Indre, en France, consacré à l'histoire de l'automobile française depuis ses débuts.

## Histoire
Le musée est issu de la collection des frères Guignard, des garagistes qui assemblent invendus et acquisitions spécifiques pour former une collection de voitures anciennes qu'ils restaurent. En 2001, le musée déménage et ouvre dans de nouveaux locaux, non loin du château de Valençay. Une association des Amis du musée automobile de Valençay (AMAV) existe pour soutenir le musée. Sont exposées des voitures de Rallye dont celle qui a fait le Paris-Dakar en 1996 avec Pierre Lartigue aux commandes. Des documents, photographies, archives, objets et accessoires ont également été exposés.
En 2010, l'association Amis du musée automobile de Valençay a réalisé une exposition sur le thème du rallye. Pour cette exposition, l'AMAV s'est associée à Renault Histoire et collection, le Conservatoire Citroën et la communauté de communes de Valençay.

## Collections
Le musée de l'automobile de Valençay regroupe une soixantaine de véhicules en état de fonctionnement. Il possède aussi des pièces de moteur, des accessoires et outils anciens variés, ainsi que des plaques d'immatriculation et de marques, des publicités et des objets publicitaires anciens.